# 전율미궁
전율미궁(戦慄迷宮 센리쓰메이큐[*])은 2003년 7월 후지큐 하이랜드에서 개업한 세계 최대의 유령의 집이다. 40년 전 폐업한 종합 병원을 주제로 한다.

## 명칭 변경
원래는 전율의 폐쇄 병동(戦慄の閉鎖病棟)이라는 이름으로 영업하고 있었으나 폐쇄병동이 정신병원을 가리키는 말이며 정신 질환에 대한 부정적인 영향을 미쳐 환자 가족 단체로부터 항의가 있었다. 이리하여 현재의 전율미궁으로 변경되었다.

## 사양

### 가장 무서운 전율 미궁 ~ 절흉· 전율 미궁
- 보행 거리: 약 900m
- 소요 시간: 약 60 분
- 건물: 2층
- 연면적: 3,000 제곱 미터
- 총 공사비: 약 8 억엔
- 요금: 500 엔 (프리패스 사용 불가)
- 입장 규정: 초등학생 이상 (초등학생은 중학생 이상 동행 필요)

### 초 · 전율 미궁 병원 괴담 편 ~ 전율 미궁 4.0
- 보행 거리: 약 700m
- 소요 시간: 약 50 분
- 객실 수: 60개

### 초 · 전율 미궁
- 보행 거리: 약 616m
- 소요 시간: 약 40 분
- 모퉁이의 수: 79 개
- 최대 직선 거리: 50m
- 계단의 수: 273개
- 객실 수: 55개
- 문 수: 192개
- 유령의 숫자: (전율 미궁의 2 배 이상)

### 전율 미궁
- 보행 거리: 약 500m
- 소요 시간: 약 25 분
- 건물 4층
- 모퉁이의 수: 32개
- 최대 직선 거리: 15m
- 계단의 수: 111개
- 객실 수: 15개
- 문 수: 17개
- 유령의 수: 12명

## 같이 보기
- 후지큐 하이랜드